# Blaise Lempen
Pour les articles homonymes, voir Lempen.
 (février 2019).
 (février 2019).
Blaise Lempen, né le 18 novembre 1950 à Berne, est un journaliste, penseur et écrivain suisse.
Auteur d'une quinzaine d'essais et documents sur les relations internationales et les technologies de l'information et de milliers d'articles, éditoriaux et reportages publiés dans plusieurs médias et consacrés à l'actualité internationale, il s'est interrogé dans ses livres sur l'évolution de la démocratie à l'heure d'Internet et les bouleversements politiques provoqués par les nouvelles technologies de l'information et de la communication.

## Biographie
Blaise Lempen naît à Berne en 1950, mais quitte la Suisse dès 1951 pour suivre son père diplomate au Département fédéral des affaires étrangères (alors Département politique) à Belgrade (Yougoslavie). En 1954, son père est nommé à l'ambassade de Suisse à Paris et la famille s'installe à Montmorency, au nord de Paris, où Blaise Lempen suit les écoles primaires au Mont-Louis et une année de lycée jusqu'en 1961. À cette date, il emménage à Neuilly-sur-Seine où il suit les cours du lycée Pasteur. En 1965, son père est nommé conseiller à l'ambassade de Suisse à Rome (Italie) et Blaise Lempen poursuit ses études au lycée français de Rome, le lycée Châteaubriand où il obtient en 1969 son baccalauréat mention philosophie. Il s'inscrit ensuite au Centre universitaire d'enseignement du journalisme à Strasbourg où il obtient son diplôme en juin 1975.
Il est engagé en septembre 1975 à Lausanne par Edipresse comme rédacteur et éditorialiste de politique étrangère à la Tribune de Lausanne devenu Le Matin, fonction qu'il assumera pendant 15 ans, avant d'être engagé à Genève par le journal La Suisse en septembre 1990 où il continue à suivre et commenter la politique internationale. À la disparition de ce quotidien en mars 1994, il est engagé par l'agence de presse suisse (Agence Télégraphique Suisse ATS) comme correspondant auprès des Nations unies à Genève (ONUG), fonction qu'il assumera jusqu'à sa retraite en novembre 2015.
Parallèlement, à la suite de sa thèse de doctorat soutenue en 1987, la Faculté des sciences sociales et politiques de l'Université de Lausanne le charge en 1989 d'un enseignement de privat-docent sur l'informatisation du secteur public qu'il assume jusqu'en 1999. Blaise Lempen est aussi cofondateur et secrétaire général de l'organisation non-gouvernementale Presse Emblème Campagne (PEC), dotée du statut consultatif à l'ONU, créée à Genève en 2004 par un groupe de journalistes accrédités à l'ONU pour renforcer la protection des médias dans les zones de conflit.
Il reçoit en 2007 le prix Nicolas Bouvier pour la catégorie livres et grandes enquêtes et en 2012 le prix spécial Nicolas Bouvier au nom de la Presse Emblème Campagne.
Il a trois enfants, de son premier mariage en 1972 : Karine (née en 1976) et Olivia (née en 1979), et de son second mariage en 1990 avec Beatrice Egli : Mathieu (né en 1991).

## Publications
Blaise Lempen est l'auteur de 16 essais et documents sur ses thèmes de prédilection : les relations internationales, la démocratie et les technologies de l'information. Dans son premier livre, Information et Pouvoir, publié chez L'Âge d'Homme en 1980, il s'interroge sur le sens de l'information et ses enjeux politiques. Son second livre, toujours publié par Vladimir Dimitrijevic, directeur de L'Âge d'Homme, L'Échec de la Politique (1982) développe sa réflexion sur la communication politique. Il publie ensuite aux éditions Payot-Lausanne en 1985 un ouvrage critique sur la démocratie suisse "La Suisse un modèle en crise".
Sa thèse de doctorat Informatique et démocratie, publiée chez Payot en 1987, analyse en particulier la problématique de la législation sur la protection des données personnelles. Comme privat-docent à l'Université de Lausanne dès 1989 en Faculté des sciences sociales et politiques, il poursuit cette réflexion, ce qui donne lieu à deux nouveaux ouvrages, en lien avec ses recherches universitaires : "Les enjeux politiques et sociaux de l'informatique" (Éditions d'Organisation 1990) et Révolution informatique et changement social (Réalités sociales, 1995). Parallèlement, il rassemble les impressions de ses rencontres et reportages dans plusieurs pays dans deux livres publiés par Pierre-Marcel Favre en 1987 L'avant-guerre nucléaire et en 1999 La mondialisation sauvage. Suivent la publication en 2003 à L'Âge d'Homme de La démocratie sans frontières, une analyse des mouvements anti-mondialisation à l'heure d'Internet, et de Massacres sans témoins (Xénia 2007), un plaidoyer pour une meilleure protection juridique des journalistes dans les zones de conflit en droit humanitaire,
Dans Genève laboratoire du XXIe siècle (Georg éditeur 2010), Blaise Lempen nous introduit dans les coulisses des agences des Nations unies et de la Genève internationale Il développe sa réflexion sur l'évolution de la démocratie au moment du décollage des réseaux sociaux dans La démocratie à l'ère numérique - la révolution Facebook, Google, Twitter et Cie (Georg éditeur 2014). "Le Nouveau Désordre Mondial" (Georg éditeur 2017) fait le bilan de son expérience de correspondant à l'ONU pendant plus de 20 ans. Blaise Lempen y confie sa révolte face à la montée du fanatisme et du populisme, aux violations des droits humains et du droit humanitaire pendant la guerre de Syrie dont il a suivi tous les développements,, Dans son dernier livre "Guerre et paix dans le cyberespace" (Georg éditeur 2019), il s'interroge sur les moyens de préserver la paix dans un monde de plus en plus interconnecté où les technologies de l'information provoquent des bouleversements en profondeur de la vie politique,,,. Son livre paru aux éditions L'Harmattan à Paris en 2021 est l'aboutissement d'une longue réflexion à la lumière de l'évolution foudroyante des technologies de l'information ces dix dernières années: La Dictature numérique en marche - société de l'hypersurveillance: un appel à la vigilance.
Dans "Un Regard sur l'Histoire 1950-2050" (L'Harmattan 2024) Blaise Lempen nous livre un récit autobiographique et en même temps nous apporte son témoignage personnel sur une époque mouvementée. Il confie ses surprises, ses regrets, ses craintes et ses espoirs et s'interroge sur la marche erratique de l’Histoire. L’auteur raconte sa jeunesse parisienne et romaine, ses rencontres, ses voyages, il évoque le lourd héritage des « Trente Glorieuses », les progrès réalisés en Europe, puis les soubresauts du nouveau siècle, les crises en cascade, avec le retour de la guerre, en Ukraine, au Proche-Orient, et la confrontation entre les dictatures et les démocraties. Un changement de civilisation est en cours. Blaise Lempen en décrit les profondes transformations: la transition climatique et énergétique, la transition technologique et numérique et les tensions politiques qui les accompagnent Il examine à la fin du livre des scénarios pour les années courant jusqu’à 2050 et après.